# Malo blato
Malo blato je zaštićeni ornitološki rezervat ptica močvarica u Hrvatskoj. Ornitološkim rezervatom proglašen je 1988. godine. Prostire se na površini od 462 hektra. Nalazi se na južnoj dijelu otoka Paga, 2 km od Povljane uz more, u dnu uvale Mlinice, 10 km od grada Paga. Do Malog blata može se doći glavnom cestom koja vodi prema gradu Pagu.
Malo blato ljeti presuši jer naslage močvarne flore zaguše život u vodi. Malo blato je depresija sa slatkom i boćatom vodom.  Ovo je mjesto jedno je od najvažnijih mjesta gdje se gnijezdi ugrožena ptica grabljivica u Hrvatskoj eja livadarka. Zabilježena su gnijezdišta desetak parova ove ptice.
Planira se proglasiti parkom prirode slivno područje jezera Velo blato i područje do Dinjišćarskog polja, što bi obuhvatilo i Povljansko polje te Malo blato za koje još nije definirano slivno područje.